# Neostylopyga annulicornis
Neostylopyga annulicornis är en kackerlacksart som beskrevs av Karlis Princis 1962. Neostylopyga annulicornis ingår i släktet Neostylopyga och familjen storkackerlackor.
Artens utbredningsområde är Kamerun. Inga underarter finns listade i Catalogue of Life.